# 亞先 (羅日尼亞季夫區)
48°44′29″N 24°10′17″E / 48.74139°N 24.17139°E
亞先（烏克蘭語：Ясень），是烏克蘭西部的村莊，隸屬伊萬諾-弗蘭科夫斯克州的卡盧什區。該村面積20.3平方公里，2001年人口3,563，人口密度每平方公里175.6人。